# Tajabad
Tajabad (in persiano تاج اباد‎) è un villaggio dell'Iran, situato nella provincia di Sirjan.